# Dècada del 1890
La dècada del 1890 comprèn el període entre l'1 de gener de 1890 al 31 de desembre de 1899. Forma part de l'època cultural més extensa coneguda com a fin de siècle (francès: "fi de segle", o canvi de segle), o Belle Époque. En llengua anglesa també s'ha anomenat a posteriori com Gay Nineties o Naughty Nineties, especialment al Regne Unit, per referir-se a la relaxació de moral i costums que acompanyaren moviments artístics i filosòfics a Europa com el decadentisme. Als Estats Units es considera part de la "Gilded Age", seguint el terme de Mark Twain, qui en destacà la proliferació de noves fons de riquesa alhora que un augment en la criminalitat, i es relaciona amb la forta depressió econòmica que inicià amb el Pànic de 1893, i l'inici de revoltes obreres. En el context de Catalunya, aquesta dècada marca l'inici del modernisme. En l'àmbit de la moda es coneix com la "dècada malva" per la passió pel tint d'aquest color fabricat per primer cop per William Henry Perkin. El 12 de setembre de 2012 encara hi havia 12 persones al món nascudes durant la dècada del 1890.

## Ciència i tecnologia
En el camp de les matemàtiques, Percy John Heawood demostrava el teorema dels cinc colors i Giuseppe Peano la corba de compilació el 1890. El 1892 Gino Fano descobria el pla de Fano. Ja a la segona part de la dècada, el 1896, es demostra el teorema dels nombres primers, que descriu la distribució asimptòtica dels nombres primers, a mans tant de Jacques Hadamard com de Charles-Jean de la Vallée Poussin. També Karl Pearson fa públiques contribucions significants en la correlació i la regressió. El 1897 David Hilbert unifica el camp de la teoria de nombres algebraics amb el seu tractat Zahlbericht. Henri Brocard comença la publicació del seu llibre de consulta de corbes geomètriques, Notes de Bibliographie des Courbes Géométriques, a Bar-le-Duc. El 1898 Ladislaus Bortkiewicz publica un llibre sobre la distribució de Poisson, The Law of Small Numbers, i assenyala per primer cop que els esdeveniments amb baixa freqüència en una població gran segueixen una distribució de Poisson, fins i tot quan les probabilitats dels esdeveniments varien. En el darrer any de la dècada, David Hilbert publica Grundlagen der Geometrie que proposa un conjunt formal, els Axiomes de Hilbert, per reemplaçar els elements d'Euclides i Georg Alexander Pick fa públic el seu teorema en l'àrea de polígons simples.
Pel que fa a la física, Wilhelm Wien formula la llei del desplaçament de Wien que es basa en un argument de termodinàmica el 1893. El 7 de maig d 1895 Alexander Stepanovich Popov demostrava un receptor de ràdio (que conté un cohesor) refinat com un detector de raigs per a la Societat Russa de Física i Química; és coneguda com la primera aplicació pràctica de les ones electromagnètiques. El 8 de novembre, Wilhelm Röntgen descobria un tipus de radiació electromagnetisme que va anomenar Raigs X. L'1 de març de 1896 el físic francès Henri Becquerel descobria el principi de la desintegració radioactiva quan s'exposen plaques fotogràfiques a urani. La dècada s'acomiadava amb tres esdeveniments notables: Ernest Rutherford classificava dos tipus de radiació, els raigs alfa i raigs beta; Henri Becquerel descobria que la radiació d'urani es compon de partícules carregades i pot ser desviada pels camps magnètics; i finalment, Hertha Ayrton es convertia en la primera dona que li deixaven llegir el seu propi article acadèmic davant la Institution of Electrical Engineers de Londres, i en la que poc després ella seria escollida la primera dona membre.
Els anys 1890 esdevenen una dècada molt prolífera en la branca de la química. Es descobreixen fins a set elements químics, cinc d'ells descrits només el 1898, i sigueren els següents: l'argó (William Ramsay i John Strutt, 1894), el Neó (William Ramsay i Morris Travers, 1898) el criptó (William Ramsay i Morris Travers, 30 de maig de 1898) i xenó (William Ramsay i Morris Travers, 12 de juliol de 1898)., el poloni (Marie i Pierre Curie, 28 de juliol de 1898), el radi (Marie i Pierre Curie, 26 de desembre de 1898) i l'actini (Andre-Louis Debierne, 1899). Un altre esdeveniment cabdal per a la química va ser la troballa de l'electró el 30 d'abril de 1897 a mans de J. J. Thomson.
El 1890 Nikolai Menshutkin descobria que una amina terciària es podia convertir en una sal d'amoni quaternari en reaccionar amb un halur d'alquil; seria coneguda com a reacció Menshutkin. El mateix any, Emil Fischer establia l'estereoquímica i la naturalesa isomèrica dels sucres per l'epimerització entre els àcids glucogènics i el manònics, i sintetitzava glucosa, fructosa i manosa a partir de glicerol. El 1891 Agnes Pockels publica per primer cop els resultats de la seva recerca sobre la tensió superficial. El 1893 Hans Goldschmidt descobreix la reacció tèrmit i Alfred Werner descobreix l'estructura octaèdrica de complexos de cobalt que estableix així la química de coordinació. El 26 de març de 1895 el químic escocès William Ramsay aïlla heli a la Terra tractant el mineral uraninita. Aquestes mostres són identificades com a heli per Norman Lockyer i William Crookes. De manera independent, el mateix any i a Uppsala (Suècia), Per Teodor Cleve i Abraham Langlet aïllen també heli i determinen la seva massa atòmica. Emil Fischer i Arthur Speier descriuen esterificació de Fischer-Speier el 1895. Svante Arrhenius formula el 1896 la "llei d'efecte d'hivernacle" i es converteix en la primera persona a predir que les emissions de diòxid de carboni de la crema de combustibles fòssils i altres processos de combustió són prou grans per causar l'escalfament global a través de l'efecte d'hivernacle. El mateix Fischer sintetitza la purina el 1898. Richard Willstätter analitzava l'estructura de la molècula de cocaïna en una síntesi derivada de la tropinona el 1898.

## Esdeveniments
- Redacció de les Bases de Manresa
- Henri Becquerel descobreix la radioactivitat
- Comencen a fabricar-se automòbils
- Invenció del cinema
- Espanya perd les darreres colònies (Cuba, Puerto Rico i Filipines)
- Afer Dreyfus
- Primera edició de les aventures de Sherlock Holmes, d'Arthur Conan Doyle
- Inicis de la psicoanàlisi

## Personatges destacats
- Francesc Josep I d'Àustria
- Kaiser Guillem II
- Papa Lleó XIII
- Tsar Alexandre III
- Tsar Nicolau II
- Reina Victòria
- William McKinley, president dels Estats Units
- Maria Cristina d'Àustria, regent
- Sigmund Freud
- Albert Einstein